# Mortaio da 210/8 D.S.
El morter 210/8 D.S., era un obús pesat de setge (o howitzer de setge) dissenyat i produït a Italia. Va ser utilitzat per l'exèrcit Italià i l'exèrcit polonès.

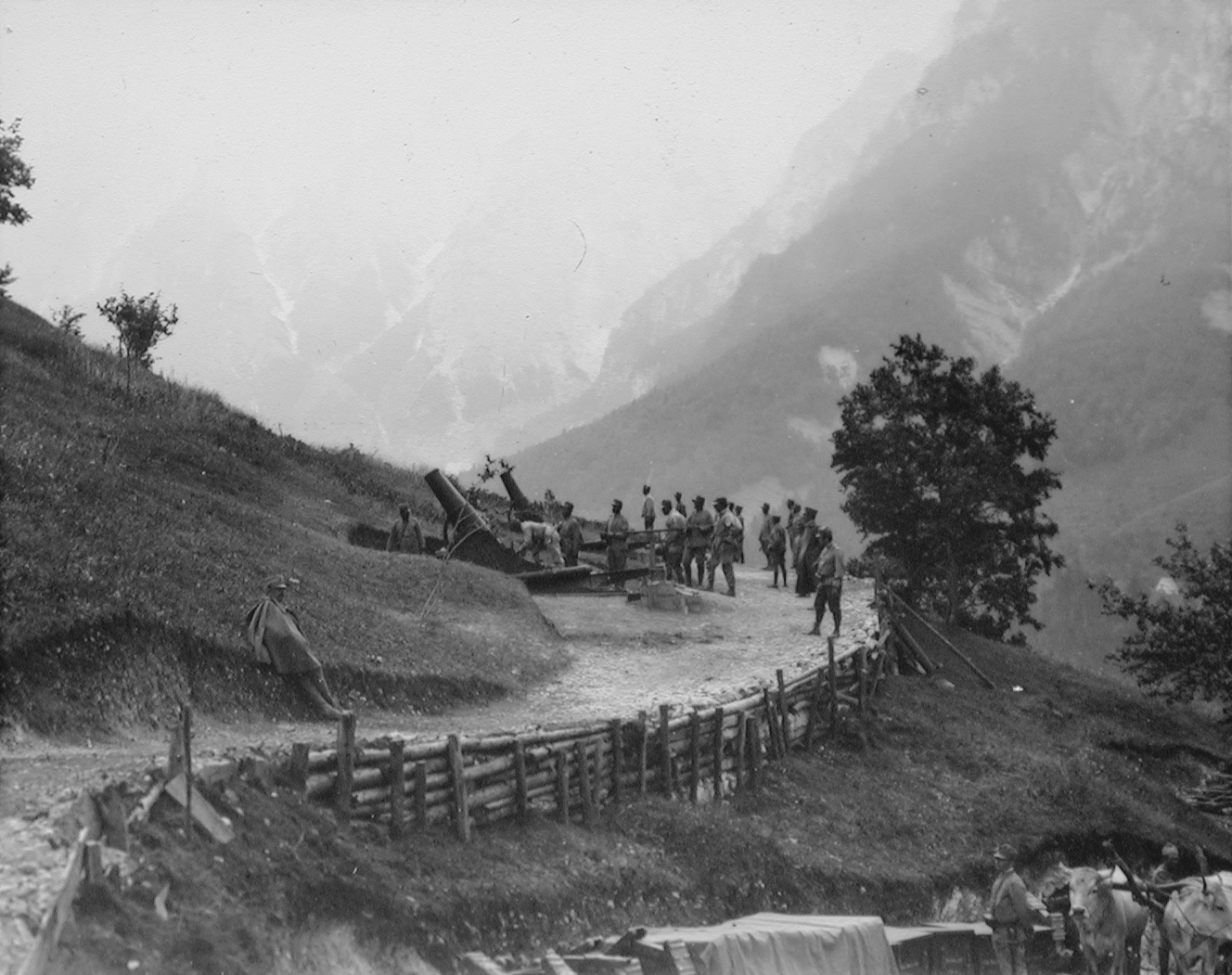
Morters 210/8 D.S. en Val Dogna durant la Primera Guerra Mundial

## Història
El Mortaioda 210/8 D.S. era un obús pesat de setge (o howitzer de setge) que va ser dissenyat a Itàlia a principis del segle xx, i va ser introduïda a l'exèrcit italià en 1905 durant la Primera Guerra Mundial i la Segona Guerra Mundial. Aquest obús va ser utilitzat tant per l'exèrcit italià com per l'exèrcit polonès. Per part d'aquest últim va participar endemés en la guerra poloneso-soviètica. Ja a principis de 1900 es considerava una arma antiquada. Estava muntada en una plataforma de cocció de fusta, i no tenia cap sistema per a controlar el retrocés. Més tard, l'arma es va muntar en el carro de De Stefano, el qual intentava controlar el retrocés de l'arma amb una sèrie de rampes inclinades. El canó i el seu reposador tenien les seves pròpies rampes inclinades, al igual que el carro, que disposava d'una sèrie de rails inclinats. La gravetat i les molles de l'obús feien que aquest retornés a la seva posició inicial de dispar. Encara que el seu nom fos el de morter, no n'era un, sinó que era un obús de canó curt (en termes alemanys considerat un Mörser).
Alguns dels que quedaven en servei en l'exèrcit italià, van participar també en la Segona Guerra Mundial, però no van tindre mai un paper gaire important en aquesta.